# Bầu cử tổng thống Hoa Kỳ 1988
Cuộc bầu cử tổng thống Hoa Kỳ năm 1988 diễn ra vào thứ ba, ngày 8 tháng 11 năm 1988, là cuộc bầu cử tổng thống thứ 51 liên tục bốn năm một lần trong lịch sử Hoa Kỳ. Cuộc bầu cử này bầu chọn một tổng thống và phó tổng thống. Người dân đã bầu chọn các đại cử tri, và dựa trên kết quả tại khu vực mà họ đại diện, những đại cử tri này đã chính thức bầu chọn tổng thống và phó tổng thống mới vào ngày 19 tháng 12 năm 1988. Theo như quy định trong Tu chính án thứ 22 của Hiến pháp, đương kim tổng thống Ronald Reagan, người đã giữ chức vụ này trong hai nhiệm kỳ, sẽ không được ứng cử lần thứ ba.
Cuộc bầu cử diễn ra cùng ngày với các cuộc bầu cử quốc hội (33 ghế thượng viện và tất cả 435 ghế hạ viện) và địa phương (12 chức vụ thống đốc và vô số cuộc trưng cầu dân ý) trong cuộc tổng tuyển cử Hoa Kỳ, 1988.
Phó tổng thống đương nhiệm George H. W. Bush (Bush cha) từ Texas, đã được đề cử làm ứng cử viên đại diện cho đảng Cộng hòa. Thống đốc Michael Dukakis từ Massachusetts, đã được đề cử làm ứng cử viên đại diện cho đảng Dân chủ.
Kết quả cho thấy ông Bush cha đã giành đủ phiếu đại cử tri đoàn là 426, để đánh bại đối thủ của mình là ông Dukakis. Vì thế, ông Bush cha đã được đắc cử tổng thống và ông đã được nhậm chức vào ngày 20 tháng 1 năm 1989, trở thành tổng thống thứ 41 của Hoa Kỳ.
Trong cuộc bỏ phiếu của đại cử tri vào ngày 19 tháng 12, chỉ một đại cử tri đã bỏ phiếu chống lại ông Dukakis. Cuối cùng, ông Bush cha đã nhận được 426 phiếu đại cử tri, còn ông Dukakis đã nhận được 111 phiếu đại cử tri, và ông Lloyd Bentsen chỉ nhận được một phiếu đại cử tri duy nhất.
Cuộc bầu cử năm 1988 là cuộc bầu cử duy nhất kể từ năm 1948, trong đó một trong hai đảng lớn đã giành chiến thắng trong cuộc bầu cử tổng thống thứ ba liên tiếp.